# Cabreriella
Cabreriella là một chi thực vật có hoa trong họ Cúc (Asteraceae).

## Loài
Chi Cabreriella gồm các loài: